# 따이르어
따이르어(Tai Lue / Tai Lü, 따이르 문자: ᦅᧄᦺᦑᦟᦹᧉ, 중국어: 傣仂語) 또는 시솽반나 따이어는 따이족의 일파인 따이르족이 사용하는 따이계 언어이다. 동남아시아 여러 국가에 걸쳐 약 70만 명의 화자가 분포하는데, 중국 윈난성의 280,000명, 미얀마의 200,000명, 라오스의 134,000명, 태국의 83,000명, 베트남의 4,960명이 포함된다. 다른 따이계 언어와 밀접히 연관되어 있으며 북부 태국어로도 알려진 깜므앙어와 가깝다.
윈난성에서는 시솽반나 다이족 자치주 전역과 푸얼시의 장청 하니족 이족 자치현에서 사용된다. 베트남에서 따이르어 화자는 르족(Người Lự)이라는 분류로 공인되어 있으며, 중국에서는 좡족을 제외한 다른 따이족 전체와 함께 다이족이라는 분류로 뭉뚱그려진다.

## 같이 보기
- 따이느아어
- 따이담어